# Бинц, Карл
Карл Бинц (нем. Carl Binz; 1 июля 1832, Бернкастель-Кус, Рейнланд-Пфальц — 11 января 1913, Бонн) — немецкий учёный, врач-терапевт, фармаколог, историк медицины, педагог, профессор, ректор Боннского университета. Доктор медицины.

## Биография
С 1851 года изучал медицину в университетах Вюрцбурга, Бонна и Берлина. Доктор медицины с 1856 года.
Работал ассистентом в Медицинской клинике в Бонне, с 1859 года — терапевтом. В 1862 году в Бонне получил степень бакалавра по внутренним болезням.
В 1868 году стал профессором в Боннском университете, затем по предложению министерства основал при университете Фармакологический институт и там был назначен профессором фармакологии (1869). С 1873 по 1908 год преподавал и занимался исследованиями. В 1885/86 г. был ректором университета в Бонне.
В 1866 и 1870 годах в качестве военного офицера-врача принимал участие в Австро-прусско-итальянской и Франко-прусской войнах.
В 1893 году был избран членом Леопольдины.

## Научная деятельность
Работы К. Бинца касаются, преимущественно, экспериментальной патологии и фармакологии, занимался исследованиями действия хинина на организм, провёл фундаментальные исследования в области борьбы с малярией. Автор методологии экспериментальных исследований в фармакологии.
Как историк медицины, известен биографией голландского и немецкого врача, ученика Агриппы Неттесгеймского Иоганна Вейера.

## Избранные труды
- «Experimentelle Untersuchungenüber das Wesen der Chininwirkung» (Берлин, 1868);
- «Das Chinin nach den neuern Pharmakol. Arbeiten» (Берлин, 1875);
- «Grundzüge der Arzneimittellehre» (Берлин, 1866);
- «Vorlesungen über Pharmakologie» (Берлин, 1884).

## Память
- Его именем названа улица в родном городе Бернкастель-Кус.